# Markus Rusek
Markus Rusek (* 23. prosince 1993) je rakouský fotbalista, který hraje jako záložník za First Vienna FC 1894.

## Klubová kariéra
Hrál za Admiru Wacker, z klubu byl na hostování v SV Horn a SC Wiener Neustadt, do kterého poté přestoupil. Od roku 2018 hrál za Austrii Klagenfurt.
Dne 13. května 2021 přestoupil do Grazer AK.
Dne 9. ledna 2025 podepsal Rusek smlouvu na 1,5 roku s First Vienna FC 1894.